# 사우샘프턴섬
사우샘프턴섬(영어: Southampton Island, 이누크티투트어: Shugliaq)은 허드슨만 입구 폭스만에 위치한 섬이다. 북극 제도의 섬으로, 캐나다의 누나부트 준주에 속한다. 면적 41,214km2으로 세계에서 34번째, 캐나다에서 9번째로 큰 섬이다. 과거 이누이트의 일파인 사들러미우트가 살았으며, 현재 섬의 유일한 정착지는 남쪽 만에 위치한 인구 약 1천 명의 코럴 하버(Coral Harbour)이다.